# Larimna
Larimna (en llatí Larymna, en grec antic Λάρυμνα) era el nom de dues ciutats de Beòcia vora el riu Cefís, Larimna Superior i Larimna Inferior, segons diu Estrabó.
També diu que el riu sorgia de la muntanya a la Larimna superior i que desaiguava al mar a la Larimna inferior. La Larimna superior havia pertangut a la Fòcida, fins que va ser annexionada a la Larimna inferior o beòcia pels romans. La Larimna superior formava part originàriament de la Lòcrida Opúncia i Licòfron diu que era una de les ciutats d'Ajax el petit. Pausànies també diu que era una ciutat dels locris, i que s'havia unit voluntàriament a la Lliga Beòcia quan va augmentar el poder de Tebes. Aquesta unió probablement es va fer en temps d'Epaminondes cap a l'any 371 aC, encara que Escílax, que escriu sobre la ciutat després d'aquesta data, diu que era una ciutat de la Lòcrida, i s'hauria unit a la Lliga en realitat després que Cassandre reconstruís Tebes. El 230 aC ja és descrita com a ciutat beòcia, i en temps de Sul·la encara tenia aquesta denominació.
Pel que se sap de les dues ciutats, Larimna Superior era la ciutat originària, situada en un lloc que Estrabó anomena Anche, on el riu Cefís sortia del seu canal subterrani. A una distància potser de mig km Larimna tenia un port a la costa que va anar guanyant en importància, sobretot a partir del moment en què va formar part de la Lliga Beòcia, perquè aquest port era el punt de comunicació més convenient cap al mar de l'est per la Lebadea, Queronea, Orcomen, Copes i altres ciutat beòcies. La ciutat que es va formar vora el port va portar el nom de Larimna Inferior.
Encara que Larimna s'havia unit a la Lliga Beòcia, va seguir sent anomenada Larimna de Lòcrida. Quan els romans van ocupar les dues Larimna van potenciar la ciutat portuària i segurament van obligar els habitants de la Larimna Superior a abandonar-la i a traslladar-se a la costa. Pausànies (segle II) només parla de la ciutat costanera, i diu que té un port molt profund, un temple de Dionís i una imatge del déu dreta. Afegeix que els boscos de damunt de la ciutat són plens de senglars per la caça.
Les seves ruïnes, en destaquen les muralles, són a Bazaráki, a la riba dreta del Cefís, just després que el riu surti d'un canal subterrani.